# Tal dei tali
Tal dei tali (o anche tal de' tali) è un'espressione della lingua italiana per riferirsi a una persona ipotetica. L'espressione si usa per definire un personaggio sconosciuto o di dubbia importanza.